# Сухомлинов, Иван Иванович
Иван Иванович Сухомлинов (1792—1836) — русский химик, отец Михаила Ивановича Сухомлинова.

## Биография
Родился в 1792 году в Харькове.
Среднее образование получил в Харьковской гимназии, окончив которую в 1811 году, поступил казённокоштным студентом в Харьковский университет, на физико-математический факультет, курс которого окончил в 1814 году кандидатом. В 1815 году был отправлен в Дерптский университет для усовершенствования в химии, но там, кроме этого предмета, занимался также изучением истории литературы и философии и в 1816 году был удостоен дипломов магистра изящных наук и доктора философии.
По возвращении в Харьков был сначала лектором химии в Харьковском университете, а после защиты в 1817 году диссертации «De natura Halogenii» и получения звания доктора химии, стал адъюнкт-профессором и занял кафедру химии, на которой оставался до своей смерти; позже был назначен экстраординарным, а затем и ординарным профессором; с 1830 года был деканом физико-математического факультета. Кроме химии он преподавал временами также стехиометрию, минералогию, сельское хозяйство и технологию. Читал лекции до самой своей смерти.
Умер в 1836 году.